# Quận của tỉnh Réunion
4 quận của tỉnh Réunion gồm:
1. Quận Saint-Denis, (tỉnh lỵ của tỉnh Réunion: Saint-Denis) với 14 tổng và 5 xã. Dân số của quận này là 207.158 người năm 1990, 236.599 người năm 1999, tăng trưởng dân số là 14.21%.
2. Quận Saint-Benoît, (quận lỵ: Saint-Benoît) với 9 tổng và 6 xã. Dân số của quận này là 85.132 người năm 1990, và 101.804 người năm 1999, tăng trưởng dân số là 19.58%.
3. Quận Saint-Paul, (quận lỵ: Saint-Paul) với 10 tổng và 5 xã. Dân số của quận này là 113.071 người năm 1990, và 138.551 người năm 1999, tăng trưởng dân số là 22.53%.
4. Quận Saint-Pierre, (quận lỵ: Saint-Pierre) với 16 tổng và 8 xã. Dân số của quận này là 192.462 người năm 1990, và 229.346 người năm 1999, tăng trưởng dân số là 19.16%.